# Moinho de Maré do Bate-pé
O Moinho do Bate-pé, igualmente conhecido como Moinho do Amieiral, é um antigo moinho de maré na freguesia de Vila Nova de Milfontes, no Município de Odemira, na região do Alentejo, em Portugal.

## Descrição e história
Consiste nas ruínas de um moinho de maré, situado numa zona de sapal, no vale do Rio Mira. Localiza-se no esteiro do Amieiral, numa área conhecida como Bate-pé, e por estar junto à foz de uma ribeira, funcionava tanto com água doce como salgada. Foi construído de forma simples, utilizando materiais que se encontravam na área, facilitando desta forma a reconstrução, uma vez que as estruturas deste tipo eram frequentemente danificadas pelas cheias do rio. A Sul encontra-se outro moinho de maré, denominado de Moinho da Asneira. Encontra-se numa área protegida no âmbito do Plano Sectorial da Rede Natura 2000.
Foi construído provavelmente no século XVII ou na primeira metade do XVIII, e certamente em data anterior a 1746, uma vez que neste ano sabe-se que tanto o moinho como o esteiro onde se localizava eram propriedade do concelho. Foi encerrado na década de 1920, tendo o edifício sido reaproveitado como um abrigo para gado.

## Leitura recomendada
- QUARESMA, António Martins (2009). Cerealicultura e farinação no Concelho de Odemira: Da Baixa Idade Média à época contemporânea. Odemira: Câmara Municipal de Odemira. 124 páginas. ISBN 978-989-8263-02-5
- TENDEIRO, Gonçalves Ana (2009). Os moinhos do Concelho de Odemira no século XXI. Odemira: Câmara Municipal de Odemira